# Greatest Hits (Rockets)
Greatest Hits è una doppia raccolta dei Rockets del 1996, dedicata esclusivamente al cosiddetto "periodo argentato". Pur non contenendo inediti, alcuni brani sono presenti con un mixaggio diverso dagli album studio.

## Tracce
1. On The Road Again - 8:30
2. Space Rock - 8:47
3. Future Woman - 3:39
4. Cosmic Race - 4:16
5. Galactica - 4:36
6. Astral World - 3:57
7. Anastasis - 4:35
8. Synthetic Man - 4:36
9. Future Game - 4:49
10. Atomic - 4:03
11. Electric Delight - 4:41
12. Ideomatic - 4:17
13. Hypnotic Reality - 3:52
14. Radiate - 4:20
15. Venus Rapsody - 4:22
16. Space Rock (first Tom Moulton mix) - 7:20
17. Future Woman (long version) - 5:54
18. Apache - 4:13
19. In The Galaxy - 5:02
20. Prophecy - 5:00
21. Astrolights (second Tom Moulton mix) - 7:25

## Formazione
- Christian Le Bartz - voce
- 'Little' Gérard L'Her - voce e basso
- Alain Maratrat - chitarra, tastiere e voce
- Alain Groetzinger - batteria e percussioni
- Fabrice Quagliotti - tastiere